# Ottapparai
Ottapparai là một thị trấn thống kê (census town) của quận Erode thuộc bang Tamil Nadu, Ấn Độ.

## Nhân khẩu
Theo điều tra dân số năm 2001 của Ấn Độ, Ottapparai có dân số 9216 người. Phái nam chiếm 50% tổng số dân và phái nữ chiếm 50%. Ottapparai có tỷ lệ 61% biết đọc biết viết, cao hơn tỷ lệ trung bình toàn quốc là 59,5%: tỷ lệ cho phái nam là 71%, và tỷ lệ cho phái nữ là 50%. Tại Ottapparai, 9% dân số nhỏ hơn 6 tuổi.